# Grondelachtigen
Grondelachtigen (Gobioidei) vormen een onderorde van de baarsachtigen (Perciformes).

## Taxonomie
De onderorde wordt onderverdeeld in de volgende families:
- Eleotridae (slaapgrondels)
- Gobiidae (grondels)
- Kraemeriidae
- Microdesmidae (wormvissen)
- Odontobutidae (zeegrondels)
- Ptereleotridae (torpedogrondels)[2]
- Rhyacichthyidae (riviergrondels)
- Schindleriidae
- Xenisthmidae (grondels)